# Агнджадзор
Агнджадзор (арм. Աղնջաձոր) — село в Вайоцдзорской области Армении.

## География
Село расположено в северо-западной части марза, в долине реки Селимагет, при автодороге , на расстоянии 23 километров к северо-западу от города Ехегнадзор, административного центра области. Абсолютная высота — 1610 метров над уровнем моря.
Климат
Климат характеризуется как умеренно холодный, влажный (Dfb в классификации климатов Кёппена). Среднегодовая температура воздуха составляет 7,9 °C. Средняя температура самого холодного месяца (января) составляет −4,5 °С, самого жаркого месяца (июля) — 19,5 °С. Расчётная многолетняя норма атмосферных осадков — 416 мм. Наибольшее количество осадков выпадает в мае (72 мм).

## Население
| Год переписи | Население          | Население          | Население          | Население            | Население            | Население            |
| Год переписи | Наличное население | Наличное население | Наличное население | Постоянное население | Постоянное население | Постоянное население |
| Год переписи | Всего              | Мужчины            | Женщины            | Всего                | Мужчины              | Женщины              |
| ------------ | ------------------ | ------------------ | ------------------ | -------------------- | -------------------- | -------------------- |
| 2001         | 431                | 216                | 215                | 449                  | 227                  | 222                  |
| 2011         | 380                | 192                | 188                | 412                  | 213                  | 199                  |

| Год  | Численность | Численность |
| ---- | ----------- | ----------- |
| 1831 | 222         | [ 8 ]       |
| 1873 | 498         | [ 8 ]       |
| 1897 | 670         | [ 9 ]       |
| 1926 | 300         | [ 9 ]       |
| 1939 | 621         | [ 9 ]       |
| 1959 | 577         | [ 9 ]       |
| 1970 | 502         | [ 9 ]       |
| 1979 | 478         | [ 9 ]       |
| 1989 | 384         | [ 10 ]      |
| 2001 | 449         | [ 9 ]       |
| 2011 | 412         | [ 11 ]      |